# Моржеві
Моржеві або моржові (Odobenidae) — родина ссавців підряду псовидих. Нині представлений одним родом і одним видом, Odobenus rosmarus. Представники родини вперше з'явилися в Північному океані в ранньому міоцені й пізніше розрослися до понад 20 підродин. Вважається, що Odobenus rosmarus походить із субтропічних атлантичних вод і заселив Північний океан у плейстоцені.

## Повна систематика родини
- †Osodobenus
  - †Osodobenus eodon

Родина Odobenidae (Allen 1880)
- Підродина incertae sedis
  - Рід †Archaeodobenus (Tanaka & Kohno, 2015)
    - Вид †Archaeodobenus akamatsui (Tanaka & Kohno, 2015)

  - Рід †Imagotaria (Mitchell 1968)
    - Вид †Imagotaria downsi (Mitchell 1968)

  - Рід †Kamtschatarctos (Dubrovo. 1981)
    - Вид †Kamtschatarctos sinelnikovae (Dubrovo. 1981)

  - Рід †Neotherium (Kellogg 1931)
    - Вид †Neotherium mirum (Kellogg 1931)

  - Рід †Pelagiarctos
  - Рід †Proneotherium (Kohno et al. 1995)
    - Вид †Proneotherium repenningi (Kohno et al. 1995)

  - Рід †Prototaria (Takeyama and Ozawa 1984)
    - Вид †Prototaria planicephala (Kohno 1994)
    - Вид †Prototaria primigena (Takeyama and Ozawa 1984)

  - Рід †Pseudotaria (Kohno 2006)
    - Вид †Pseudotaria muramotoi (Kohno 2006)

  - Рід †Oriensarctos

- Підродина †Dusignathinae (Mitchell 1968)
  - Рід †Dusignathus (Kellogg 1927)
    - Вид †Dusignathus santacruzensis (Kellogg 1927)
    - Вид †Dusignathus seftoni (Demere 1994)

  - Рід Gomphotaria (Barnes and Raschke 1991)
    - Вид †Gomphotaria pugnax (Barnes and Raschke 1991)

  - Рід †Pontolis (True 1905)
    - Вид †Pontolis barroni Biewer, Velez-Juarbe & Parham
    - Вид †Pontolis kohnoi Biewer, Velez-Juarbe & Parham
    - Вид †Pontolis magnus (True 1905)

  - Рід †Pseudobenus

- Підродина Odobeninae (Mitchell 1968)
  - Рід †Aivukus (Repenning and Tedford 1977)
    - Вид †Aivukus cedrosensis (Repenning and Tedford 1977)

  - Рід †Gingimanducans
  - Рід Odobenus (Brisson 1762)
    - Вид †Odobenus mandanoensis (Tomida 1989)
    - Вид Odobenus rosmarus (Linnaeus 1758)
      - Підвид Odobenus rosmarus divergens (Illiger 1815)
      - Підвид Odobenus rosmarus rosmarus (Pallas 1811)

  - Рід †Ontocetus (Leidy 1859)
    - Вид †Ontocetus emmonsi (Leidy 1859)

  - Рід †Pliopedia (Kellogg 1921)
    - Вид †Pliopedia pacifica (Kellogg 1921)

  - Рід †Protodobenus (Horikawa 1995)
    - Вид †Protodobenus japonicus (Horikawa 1995)

  - Рід †Valenictus (Mitchell 1961)
    - Вид †Valenictus chulavistensis (Demere 1994)
    - Вид †Valenictus imperialensis (Mitchell 1961)

  - Рід †Titanotaria Magallanes et al. 2018